# Jim Jackson
James Arthur "Jim" Jackson (Toledo, Ohio, 14 de octubre de 1970) es un exjugador de baloncesto estadounidense que jugó durante 14 temporadas en la NBA, en 12 equipos diferentes. Con 1,98 metros de altura, jugaba en la posición de Escolta.

## Trayectoria deportiva

### Universidad
Jugó durante 3 temporadas con los Buckeyes de la Universidad Estatal de Ohio, siendo elegido en dos ocasiones en el primer equipo All-American y mejor jugador de la Big Ten Conference. En total promedió 19,2 puntos, 5,9 rebotes y 4 asistencias por partido.

### Profesional

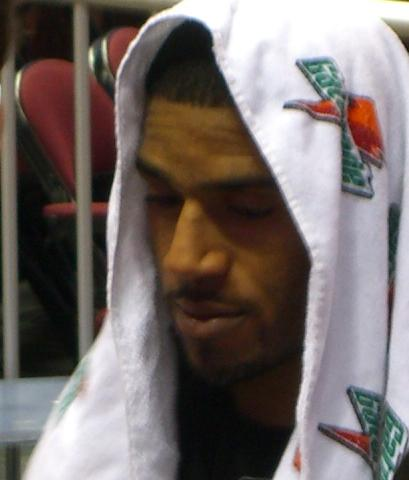
Jim Jackson en 2005.

Fue elegido en la cuarta posición del Draft de la NBA de 1992 por Dallas Mavericks. En su primera temporada apenas pudo jugar 28 partidos, pero en su segunda fue tituar en los 82 partidos disputados de la fase regular, promediando 19,2 puntos, 4,8 rebotes y 4,6 asistencias en 37,4 minutos por partido. Con la elección por parte de los Mavs de Jamal Mashburn y Jason Kidd, los aficionados llegaron a conocer al trío de jugadores como "Three J's" (las 3 jotas). Jackson estaba desarrollando su mejor campaña en la temporada 1994-95, promediando 25,4 puntos por partido (la quinta mejor marca de la liga), cuando una lesión en el tobillo truncó su trayectoria. A mediados de la temporada 1996-97, unos rumores acerca de un supuesto triángulo amoroso entre Jason Kidd, él mismo y la cantante Toni Braxton, hicieron que fuera incluido en un traspaso múltiple y recalara en las filas de los New Jersey Nets.
A partir de ese momento, inició un periplo que le llevó a recorrer hasta 12 equipos diferentes durante toda su carrera, promediando, salvo en sus tres últimos años, dobles figuras en lo que a anotación se refiere. Se retiró en 2006, con 35 años, promediando en total 14,3 puntos y 4,7 rebotes por partido.
Junto con Chucky Brown, Tony Massenburg, y Joe Smith tuvo el récord de haber jugado en 12 equipos distintos en la NBA, récord superado por Ish Smith en la temporada 2022-23.

## Estadísticas de su carrera en la NBA

### Temporada regular
| Año     | Equipo       | PJ  | PT  | MPP  | %TC  | %3P  | %TL  | RPP | APP | ROB | TPP | PPP  |
| ------- | ------------ | --- | --- | ---- | ---- | ---- | ---- | --- | --- | --- | --- | ---- |
| 1992-93 | Dallas       | 28  | 28  | 33.5 | .395 | .288 | .739 | 4.4 | 4.7 | 1.4 | .4  | 16.3 |
| 1993-94 | Dallas       | 82  | 82  | 37.4 | .445 | .283 | .821 | 4.7 | 4.6 | 1.1 | .3  | 19.2 |
| 1994-95 | Dallas       | 51  | 51  | 38.9 | .472 | .318 | .805 | 5.1 | 3.7 | .5  | .2  | 25.7 |
| 1995-96 | Dallas       | 82  | 82  | 34.4 | .435 | .363 | .825 | 5.0 | 2.9 | .6  | .3  | 19.6 |
| 1996-97 | Dallas       | 46  | 45  | 36.4 | .442 | .331 | .787 | 4.9 | 3.4 | 1.2 | .3  | 15.5 |
| 1996-97 | New Jersey   | 31  | 31  | 37.3 | .417 | .370 | .852 | 5.9 | 5.2 | .9  | .5  | 16.5 |
| 1997-98 | Philadelphia | 48  | 47  | 37.3 | .460 | .348 | .818 | 4.7 | 4.6 | .9  | .1  | 13.7 |
| 1997-98 | Golden State | 31  | 31  | 40.6 | .402 | .278 | .805 | 5.6 | 5.1 | 1.2 | .1  | 18.9 |
| 1998-99 | Portland     | 49  | 9   | 24.0 | .411 | .278 | .842 | 3.2 | 2.6 | .9  | .1  | 8.4  |
| 1999-00 | Atlanta      | 79  | 76  | 35.0 | .411 | .386 | .877 | 5.0 | 2.9 | .7  | .1  | 16.7 |
| 2000-01 | Atlanta      | 17  | 14  | 32.4 | .355 | .421 | .859 | 4.6 | 2.9 | 1.1 | .2  | 14.3 |
| 2000-01 | Cleveland    | 39  | 26  | 29.2 | .390 | .238 | .786 | 3.7 | 2.9 | .9  | .2  | 10.3 |
| 2001-02 | Miami        | 55  | 19  | 33.2 | .442 | .469 | .862 | 5.3 | 2.5 | .8  | .3  | 10.7 |
| 2002-03 | Sacramento   | 63  | 0   | 20.8 | .442 | .451 | .855 | 4.2 | 1.9 | .5  | .1  | 7.7  |
| 2003-04 | Houston      | 80  | 80  | 39.0 | .424 | .400 | .843 | 6.1 | 2.8 | 1.1 | .3  | 12.9 |
| 2004-05 | Houston      | 24  | 24  | 41.3 | .417 | .367 | .909 | 4.8 | 3.6 | 1.0 | .0  | 13.3 |
| 2004-05 | Phoenix      | 40  | 3   | 24.9 | .435 | .459 | .960 | 3.9 | 2.4 | .3  | .1  | 8.8  |
| 2005-06 | Phoenix      | 27  | 1   | 15.6 | .295 | .222 | .692 | 2.4 | 1.1 | .4  | .2  | 3.7  |
| 2005-06 | L.A. Lakers  | 13  | 0   | 7.1  | .290 | .364 | –    | .9  | .3  | .2  | .0  | 1.7  |
| Total   | Total        | 885 | 649 | 32.8 | .428 | .365 | .825 | 4.7 | 3.2 | .8  | .2  | 14.3 |

### Playoffs
| Año   | Equipo      | PJ | PT | MPP  | %TC  | %3P  | %TL  | RPP  | APP | ROB | TPP | PPP  |
| ----- | ----------- | -- | -- | ---- | ---- | ---- | ---- | ---- | --- | --- | --- | ---- |
| 1999  | Portland    | 13 | 0  | 20.4 | .361 | .278 | .905 | 2.3  | 1.5 | .5  | .1  | 7.3  |
| 2003  | Sacramento  | 12 | 0  | 24.7 | .500 | .464 | .774 | 3.9  | 1.2 | .7  | .3  | 11.3 |
| 2004  | Houston     | 5  | 5  | 44.2 | .397 | .276 | .667 | 10.4 | 2.0 | 1.0 | .2  | 14.8 |
| 2005  | Phoenix     | 15 | 6  | 31.6 | .488 | .516 | .875 | 4.1  | 1.5 | .7  | .5  | 11.0 |
| 2006  | L.A. Lakers | 3  | 0  | 7.1  | .333 | .000 | –    | 1.0  | .7  | .3  | .3  | 1.3  |
| Total | Total       | 48 | 11 | 26.6 | .447 | .420 | .828 | 4.0  | 1.4 | .6  | .3  | 9.9  |

## Vida personal
Su hijo Traevon Jackson jugó al baloncesto universitario en Wisconsin, llegando a disputar dos Final Fours de la NCAA (2011 y 2015).